# Louise Cliffe
Louise Sylvia Cliffe McKray (Middleton, 9 dicembre 1986) è una modella, attrice e cantante britannica. È talvolta soprannominata la Kelly Brook di Manchester o Wonder Woman.

## Biografia
Nata a Middleton, fin da giovane ha posato come modella (sia con che senza veli) per numerose riviste, tra cui Maxim, Bizarre, Front, Loaded, FHM, OK!, Stuff, THE Magazine, Zoo, Nuts, Ice e Switched On. Grazie alla grande e rapida notorietà acquisita, nel 2005 ha partecipato (insieme a Kayleigh Pearson, Claire Andrisani, Natalie Oxley, Jerri Byrne, Hannah Joy Lewis, Jodie Nicholls e Krystle Gohel) a CandyCrib, un reality show dedicato alle principali modelle glamour inglesi. Nel 2006 vinse il concorso Miss Manchester.
Al 2008 risale la sua prima partecipazione ad un film, Charlie Noades R.I.P. Nonostante ebbe una piccola parte, la sua popolarità raggiunse gli Stati Uniti, e cominciò a lavocare spesso a Hollywood. Nel 2009 recitò in un film horror, Wrong Turn 3 - Svolta mortale, e in uno fantascientifico, Annihilation Earth. Sempre nel 2009 si cimentò nella sfera musicale, registrando un singolo, Let's Face It, pubblicato da Green Garden Records. Il brano è una critica sociale rivolta ai falsi amori che nascono sui social network, per questo il singolo è ironicamente accreditato a "The Social Network ft. Louise Cliffe". Del singolo fu anche girato un video, nel quale la Cliffe interpreta cinque distinti personaggi.
Nel 2011 viene selezionata come 14º partecipante al reality show Grande Fratello, entrando nella casa il 9 settembre. Raggiunse le finali, classificandosi quarta. Il 9 giugno 2012, poco dopo la fine del reality, la Cliffe si sposò con Jay McKray, altro concorrente del programma.

## Filmografia
- Charlie Noades R.I.P (2008)
- Wrong Turn 3 - Svolta mortale (2009)
- Annihilation Earth (2009)

## Discografia
- Let's Face It (2009)